# Charles Henri Dumesnil
Charles Henri Dumesnil (Chanu, 4 dicembre 1868 – Parigi, 29 dicembre 1946) è stato un ammiraglio francese, uno dei protagonisti dell'evacuazione dell'esercito serbo dall'Albania durante il corso della prima guerra mondiale.
Dopo la fine della guerra ricoprì alti incarichi, fu capo della delegazione francese presso la Commissione di navale di controllo a Berlino (1920), Prefetto marittimo di Brest, comandante in capo della Squadra del Mediterraneo (1924), membro del Consiglio Supremo della Marina, e Ispettore generale delle forze navali del Mediterraneo. Ritiratosi dal servizio attivo nel 1926, dopo lo scoppio della seconda guerra mondiale, nell'ottobre del 1939, ritornò in servizio attivo come Ispettore generale del servizio della manodopera indigena presso il Ministero del Lavoro, posizione che mantenne fino al luglio 1940.

## Biografia
Nacque a Chanu il 4 dicembre 1868, ed entrò nell'Accademia Navale nell’ottobre 1885, e ne uscì come aspirante il 4 ottobre 1888. Prestò servizio sulla nave da battaglia Dévastation, appartenente alla squadra d’evoluzione, passando quindi sull'incrociatore La Perouse, della divisione di Terranova, nel 1890. Ritornato sulla Devastation, operò nel Levante, venendo promosso sottotenente di vascello il 27 maggio 1891. L’anno successivo fu trasferito sulla nave da battaglia Amiral Duperré, e nel 1893 sull’avviso Porvoyeur, in forza alla stazione navale di Tahiti. Partecipò alla campagna di rilevamenti idrografici nelle isole Gambier, ottenendo nell’ottobre 1896 un encomio solenne. Trasferito al servizio idrografico, prestò poi servizio sull’avviso-trasporto Aube, venendo promosso tenente di vascello il 2 gennaio 1898.
Tra il 1899 e il 1900 comandò la compagnia di sbarco della nave da battaglia Brennus, in forza alla squadra del Mediterraneo e si è distinse durante l’abbordaggio della Framée. Nel 1902 assunse l’incarico di ufficiale effettivo presso la scuola cannonieri sulla Couronne, ottenendo il brevetto di cannoniere e assumendo poi l’incarico di responsabile dell'artiglieria sull’incrociatore corazzato Amiral Aube operante nel canale della Manica. 
Nel 1905 divenne allievo dell'Ecole Supérieure de Maritime, di cui uscì nel 1906 con il massimo dei voti, divenendo ufficiale di manovra a bordo della corazzata Jena.

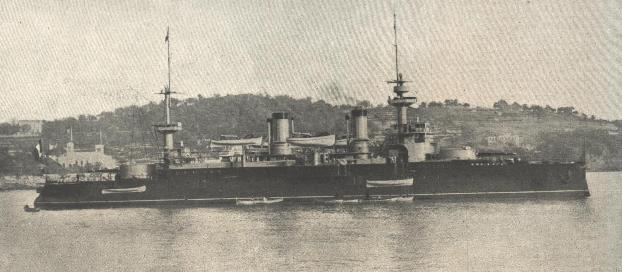
La corazzata Jena in una foto scattata da Arsène Lapin, e pubblicata sul giornale Illustration nel marzo 1907.

Aiutante di campo all'ammiraglio comandante la 2ª Divisione della Squadra del Mediterraneo, si distinse per il coraggio e per l'energia dimostrati durante la catastrofica esplosione a Tolone della Jena, avvenuta il 12 marzo 1907. Capo di stato maggiore della 2ª Divisione, tra il 1907 e il 1908 fu comandante del cacciatorpediniere Arbalète operante nel Mediterraneo e poi, all'inizio del 1911, divenne Aiutante di campo del Ministro della Marina Boué de Lapeyrère. Promosso capitano di fregata nell’aprile dello stesso anno, fu responsabile soprattutto delle forniture di materiale, è poi nel corso del 1912 venne nominato Capo di stato maggiore della 2ª Divisione della 2ª Squadra, imbarcandosi sulla nave da battaglia Justice, operante nel Mediterraneo. 
Sottocapo di gabinetto del Ministro della Marina nel 1914, dopo lo scoppio della prima guerra mondiale assunse il comando dell'incrociatore corazzato Latouche-Tréville, distinguendosi durante la campagna dei Dardanelli proteggendo con precisione le operazioni di sbarco del corpo di spedizione a Koum-Kaleh e Sedd-ul-Bahr.
Capitano di vascello dall’ottobre 1915, citato due volte all'Ordine del giorno dell’armata per il suo operato nell'operazione dei Dardanelli (aprile-giugno), Capo di stato maggiore della 3ª Squadra, fu uno dei principali artefici dell'evacuazione dell'esercito serbo. Nel settembre 1916 si distinse durante le operazioni di soccorso della nave da trasporto Arcturus.

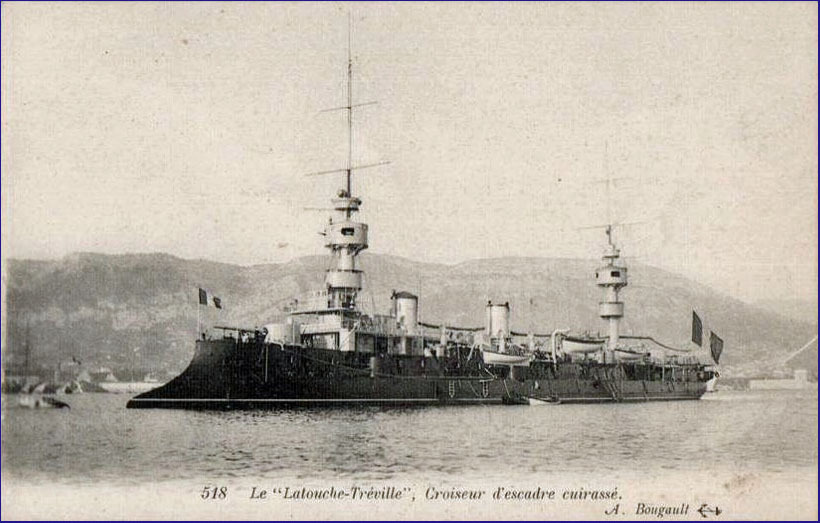
L'incrociatore corazzato Latouche-Treville ritratto in una cartolina postale.

Inviato in missione in Russia come delegato presso il comando in capo della flotta imperiale a San Pietroburgo, ottenne due encomi solenni durante le operazioni di soccorso alla nave da battaglia Imperatrica Marija avvenuto a Sebastopoli nel gennaio 1917. 
Comandante della divisione di pattugliatori operante nel Mediterraneo orientale (1918), comandò le operazioni di soccorso a Monastir ricevendo le congratulazioni del Ministro Georges Leygues per gli importanti servizi resi nel mar Egeo.
Promosso contrammiraglio nel marzo 1919, fu capo della delegazione francese presso la Commissione navale di controllo a Berlino (1920), comandò la divisione leggera della Squadra del Mediterraneo prendendo parte all'evacuazione della Crimea. Riorganizzò poi i servizi della Marina a Costantinopoli, distinguendosi nel salvataggio della colonia francese di Smirne durante l’incendio notturno del 13-14 settembre 1922, avvenuto nel corso della guerra greco-turca. 
Viceammiraglio dal gennaio 1923, fu poi Prefetto marittimo di Brest, e comandante il capo della Squadra del Mediterraneo nel 1924. Divenuto membro del Consiglio Supremo della Marina, Ispettore generale delle forze navali del Mediterraneo, si ritirò dal servizio attivo nel 1926. Lo storico Étienne Taillemite non esitò a scrivere su di lui che aveva avuto una carriera straordinariamente brillante. 
Nell'ottobre del 1939, dopo lo scoppio della seconda guerra mondiale, ritornò in servizio attivo come Ispettore generale del servizio della manodopera indigena presso il Ministero del Lavoro, posizione che mantenne fino al luglio 1940. Si spense sei anni dopo a Parigi, il 29 dicembre 1946.

## Pubblicazioni
- Souvenirs de guerre d'un vieux croiseur (1914-1915), Plon-Nourrit et Cie, Paris, 1922.

### Annotazioni
1. ↑  Su un equipaggio di 630 uomini, compresi gli ufficiali, il bilancio ufficiale fu di 37 feriti, tra cui leggermente l'ammiraglio Henry Louis Manceron, e di 118 morti, di cui sette ufficiali, e tra di essi il comandante della nave, capitano di vascello Adigard.